# 娜丁·卢克

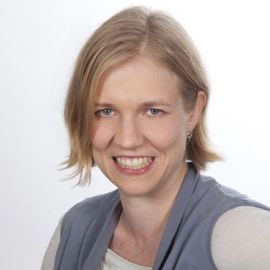
Nadine Luck

娜丁·卢克（德語：Nadine Luck，1976年12月4日—）， 德国记者、作家，著名儿童文学作家和編輯。

## 生平
她出生于德国的埃根费尔登，曾在慕尼黑大学攻读新闻传播学、美术史、德国文学，毕业后在明镜 (《明镜周刊》)、焦點週刊任职，著有8部儿童文学作品，还有广播剧等。现任德国 VGSD 新闻发言人。结婚，她的丈夫是著名侦探小说家哈里·卢克。

## 部分著作
- 2015: 世界肚脐《Die Nabel der Welt》 Conbook.
- 2021: 马可·波罗《MARCO POLO Reiseführer Franken》
- 2021: 111个非看不可的美丽景点《111 Orte für Kinder in und um Bamberg, die man gesehen haben muss》, Emons[3]